# Flames (Mod Sun歌曲)
〈Flames〉是美國歌手Mod Sun和加拿大歌手艾薇兒·拉維尼共同演唱的歌曲。這首歌由Big Noise於2021年1月8日發行，是Mod Sun第四張錄音室專輯《Internet Killed the Rockstar》的第三首單曲。〈Flames〉由Mod Sun、艾薇兒·拉維尼和約翰·費爾德曼創作的。

## 製作
2020年12月，艾薇兒·拉維尼確認她正在與Mod Sun以及製作人約翰·費爾德曼、特拉維斯·巴克和機關槍凱利一起錄製音樂。Mod Sun還在2020年12月宣布，他即將發行的第四張錄音室專輯將與另一位歌手的合作。2021年1月，這位歌手被揭露為拉維尼。
〈Flames〉於2021年1月1日發布，當時Mod Sun和艾薇兒·拉維尼在Instagram和Twitter上發布了鏈接以及該單曲的封面。“ Flames”已於2021年1月8日通過Big Noise發行，供下載和串流媒體播放。
〈Flames〉是Mod Sun在串流媒體平台上增長最快的單曲，在平台上的第三天在Spotify上獲得了超過100萬次播放。 這位歌手說這是他職業生涯中的亮點，並感謝艾薇兒·拉維尼相信自己。這首歌在搖滾和另類電台上大受歡迎。
2021年4月16日，發行了這首歌的原聲版本。

## MV

Mod Sun和艾薇兒·拉維尼在MV中的合唱畫面

Mod Sun和艾薇兒·拉維尼確認他們正在為“Flames”製作新的音樂視頻。通過Instagram的解說和評論也證實了該視頻是在2021年1月13日拍攝的。1月20日，該音樂視頻將在2021年1月22日發布。

## 榜單表現
| 榜單（2021年）                         | 最高 位置 |
| -------------------------------------- | --------- |
| 加拿大（《告示牌》熱門數位單曲銷售榜） | 50        |
| 新西兰（新西兰唱片音乐协会熱門單曲榜） | 40        |
| 英國（官方榜单公司下載榜）             | 74        |
| 美國（《告示牌》Alternative Airplay）  | 21        |
| 美國（《告示牌》Hot Rock Songs）       | 35        |
| 美國（《告示牌》Rock Airplay）         | 37        |